# Rhacholaemus fisheri
Rhacholaemus fisheri är en tvåvingeart som beskrevs av Jason Gilbert Hayden Londt 1999. Rhacholaemus fisheri ingår i släktet Rhacholaemus och familjen rovflugor. Inga underarter finns listade i Catalogue of Life.